# Шигапов, Мансур Ахметович
Мансур Ахметович Шигапов (тат. Мансур Әхмәт улы Шиhапов; 1 мая 1940, Янчиково, Рыбно-Слободский район, Татарская АССР, РСФСР, СССР — 9 декабря 2022, Казань, Республика Татарстан, Российская Федерация) — советский и российский татарский актёр, поэт и писатель. Главный администратор Татарского государственного академического театра имени Г. Камала (1972—1974), директор Казанского кукольного театра (1974—1979), Татарского театра драмы и комедии имени К. Тинчурина (1979—1984), Государственного Большого концертного зала имени С. Сайдашева (1996—2009). Заслуженный артист Республики Татарстан (2012), заслуженный деятель искусств Республики Татарстан (1996), заслуженный работник культуры Татарской АССР (1980).

## Биография
Мансур Ахметович Шигапов родился 1 мая 1940 года в деревне Янчиково Рыбно-Слободского района Татарской АССР. Из семьи Ахмета и Нафисы Мансуровых, имевших восемь детей — семь сыновей и одну дочь. Отец вернулся инвалидом с Великой Отечественной войны, работал председателем районного потребительного общества и ревизионной комиссии колхоза, вскоре скончался от последствий боевых ранений и туберкулёза, которым заразился в Суслонгере. Будучи младшим сыном, Мансур с детства помогал матери по хозяйству, помогал воспитывать свои братьев и сестру. Несмотря на послевоенные трудности, все дети Мансуровых получили высшее образование. Незадолго до смерти, отец отправил своих сыновей, в том числе и Мансура, в Казанское суворовское училище, однако через несколько дней забрал обратно. Брат Рашит (р. 1938) также стал поэтом.
Семилетнюю школу окончил в родной деревне, а десятилетнюю — в селе Большой Салтан за двадцать километров, где учился вместе с Р. Ахметзяновым, К. Сибгатуллиным, В. Нуруллиным, Х. Заляловым, Р. Шарафеевым. После окончания школы в 1957 году на пароходе уехал в Казань с целью поступить в педагогическое училище по наставлению матери, но отказался от этой затеи и был принят в театральную студию при Большом драматическом театре имени В. И. Качалова, где учился на курсе П. Исанбета. Параллельно играл роли второго плана в спектаклях на сцене Татарского государственного академического театра имени Г. Камала, а после окончания студии в 1961 году принят в труппу Татарского республиканского передвижного театра. Зарекомендовал себя талантливым молодым актёром, игравшим главные роли во многих спектаклях. Первой ролью стал Фидель Кастро («Странный человек» Н. Хикмета), который в исполнении Шигапова так понравился партийному начальству, что его стали приглашать в этом образе на митинги и другие торжественные мероприятия. Особо критикой выделяются и такие роли, как Ангонио («День рождения Терезы» Г. Д. Мдивани), стиляга Гошка («Седые волосы моей матери» А. Мирзагитова), Искандер («Неотосланные письма» Г. Минского), Госман Акберович («Первая любовь» Х. Вахита).
В 1969—1972 годах также работал артистом разговорного жанра и чтецом в Татарской государственной филармонии имени Г. Тукая. В 1969—1972 годах был заместителем директора бюро пропаганды родной литературы при Союзе писателей ТАССР, затем главным администратором Татарского государственного академического театра имени Г. Камала (1972—1974) и директором Казанского кукольного театра (1974—1979). Не ограничиваясь уже полученным театральным образованием, параллельно в 1981 году окончил отделение русской журналистики историко-филологического факультета Казанского государственного университета имени В. И. Ульянова-Ленина, где учился у М. С. Магдеева. В 1979—1984 годах занимал пост директора Татарского республиканского передвижного театра, который поднял до статуса стационарного в качестве Татарского театра драмы и комедии имени К. Тинчурина. В этот период также стал автором инсценировок ряда литературных произведений, в частности, «Абага чәчәге» («Цветок папоротника», 1977, Казанский кукольный театр) по повести «Рөстәм маҗаралары» («Приключения Рустама») Р. Кутуя, «Кара йөзләр» («Черноликие», 1980, там же) по одноимённому роману М. Гафури, «Кошның да үз оясы була» («У каждой птицы своё гнездо», 1982, Татарский театр драмы и комедии) по роману «Хәзинә» («Клад») Г. Ахунова.
Вскоре, из-за интриг главного режиссера театра, сестра жены которого работала в Верховном суде, был обвинён в изнасиловании нескольких женщин, однако затем дело рассыпалось. После вмешательства Татарского обкома КПСС в сторону Шигапова выдвинули очередное обвинение — на этот раз в получении взятки в виде хрустальной вазы стоимостью в 25 рублей. Следствие по 26-томному делу заняло год, в итоге он был приговорён судом к 12 годам заключения. В тюрьме Шигапов также проявил свои лидерские качества, был бригадиром, а через четыре года на выездном заседании суда был досрочно выпущен на свободу за недоказанностью вины и вернулся в Казань. В 1989—1996 годах был заместителем председателя правления Союза писателей по организационным вопросам, а в 1996—2009 годах занимал должность директора Государственного Большого концертного зала имени С. Сайдашева. В этот период стал наиболее известен широкой общественности, превратив всего за несколько лет руководимую им площадку в центр культурной жизни города и республики, место проведения концертов оперных певцов и дирижёров, фестивалей, конкурсов, торжественных мероприятий, в том числе — инаугурации президента Татарстана. В 2009 году отправлен на пенсию, и затем судился за право руководить Большим концертным залом имени Сайдашева. В дальнейшем преподавал актёрское мастерство в Казанском театральном училище. Удостоен почётных званий заслуженного работника культуры Татарской АССР (1980), заслуженного деятеля искусств Республики Татарстан (1996), заслуженного артиста Республики Татарстан (2012).
Член Союза писателей Республики Татарстан (с 1992 года). Будучи умелым артистом и театральным администратором, получил также широкую известность как талантливый поэт, чьи стихи не теряют актуальности и спустя десятилетия после написания. Писать стихи начал ещё во время учёбы в школе, первое стихотворение написал в пятом классе и посвятил его своей сестре, также публиковался в рыбно-слободской районной газете. Первый сборник стихов выпустил в 1961 году, всего является автором восьми поэтических книг. Основной темой поэтического творчества Шигапова является любовь к отчизне, к родному очагу. Его лирические стихи отличаются народной песенной поэтикой, мелодичностью, простотой и душевностью, трогающей читателя. Является автором сборников стихов «Әйләнеп кайтыгыз» («Возвращайтесь», 1992), «Туй күлмәге» («Свадебное платье», 1997), поэтическо-публицистических книг «Җырлыйсы җырларым бар әле» («Мои песни ещё не спеты», 2005), «Энекәш» («Братишка», 2007), а также научного очерка «Казан дәүләт курчак театры» («Казанский государственный кукольный театр», 1983). На его стихи было написано более 50 песен такими композиторами, как А. Хусаинов, С. Ибрагимов, С. Садыкова, З. Хайрутдинов, Р. Хасанов, М. Имашев, Р. Яхин. В 2021 году строки одного из стихотворений Шигапова появились в качестве мурала на набережной Казанки.
Мансур Ахметович Шигапов скончался в ночь на 10 декабря 2022 года в Казани в возрасте 82 лет. Прощание прошло в Большом концертном зале имени Сайдашева, похоронен был Шигапов на кладбище родной деревни Янчиково.

## Награды
- Почётное звание «Заслуженный артист Республики Татарстан» (2012 год) — за большой вклад в развитие культуры[29].
- Почётное звание «Заслуженный деятель искусств Республики Татарстан» (1996 год)[12].
- Почётное звание «Заслуженный работник культуры Татарской АССР[тат.]» (1980 год)[1].
- Медаль «За доблестный труд» (2021 год) — за многолетнюю плодотворную творческую деятельность и  большой вклад в развитие культуры и искусства[30].
- Почётная грамота Республики Татарстан (2000 год)[20].
- Звание «Почётный гражданин Рыбно-Слободского муниципального района» (2015 год) — за большой вклад в развитие культуры[31].
- Литературная премия имени С. Сулеймановой[тат.] (2010 год) — за книгу «Энекәш»[32].

## Личная жизнь
Жена — Клара (наст. имя Гульнара, в девичестве Хайрутдинова), учительница. Две дочери — Эльвира (художник) и Ляйсан (врач). На пенсии перенёс инсульт, также болел диабетом. Несмотря на болезнь, до последних дней не терял энергичности, жизнерадостности и чувства юмора, продолжал писать стихи. Интересовался жизнью родной деревни и поддерживал связь с соотечественниками, также увлекался пчеловодством, продолжив отцовское дело.